# Maribel Verdú
María Isabel Verdú Rollán, coneguda artísticament amb el nom de Maribel Verdú (Madrid, 2 d'octubre de 1970), és una actriu espanyola. Va començar la seva carrera d'intèrpret als tretze anys fent anuncis a la televisió, on també ha participat en algunes sèries. Ha fet teatre i la seva extensa filmografia arrenca de 1986. Guanyà el premi a la millor actriu protagonista dels XXII Premis Goya pel seu paper a Siete mesas de billar francés i cinc anys més tard, el 2013, per Blancaneu, de Pablo Berger.
Està casada amb Pedro Larrañaga, fill dels actors Carlos Larrañaga i María Luisa Merlo.

## Filmografia

### Cinema
- 1986: El orden comico de Alvaro Forqué - una prostituta
- 1986: 27 horas de Montxo Armendariz - Maite
- 1986: El Año de las luces de Fernando Trueba - Maria Jesus
- 1987: La Estanquera de Vallecas d'Eloy de la Iglesia - Angeles
- 1987: El Señor de los ilanos de Santiago San Miguel - Ana
- 1988: El Juego mas divertido d'Emilio Martinez Lazaro - Betty
- 1988: Barcelona Connection de Miguel Iglesias - Paloma
- 1988: Sinatra de Francesc Betriu - Natalia
- 1988: Soldadito español d'Antonio Gimenez Rico - Marta Ocon Cabezuela
- 1988: El Àrea d'un crimen d'Antonio Isasi-Isasmendi - La Chiqui
- 1988: Feliz cumpleaños
- 1989: Sabor a rosas
- 1989: Los días del cometa
- 1989: Badis de Mohamed Abderrahman Tazi - Moira
- 1990: La Mujer y el Pelele
- 1990: Los jinetes del alba
- 1990: Ovejas negras de José Maria Carreño - Lola
- 1991: Amantes de Vicente Aranda - Trini
- 1991: El Sueño de Tànger de Ricardo Franco - Viernes
- 1992: El Beso del sueño de Rafael Moreno Alba - Margot
- 1992: Belle Époque de Fernando Trueba - Rocío
- 1992: Salsa rosa de Manuel Gomez Pereira - Koro
- 1993: Tres palabras
- 1993: Huevos de oro
- 1993: El Amante bilingüe de Vicente Aranda - la filla del violí (no surt als crèdits)
- 1993: Macho de Bigas Luna - Claudia
- 1994: Canción de cuna
- 1994: El cianuro ¿sólo o con leche?
- 1994: Al otro lado del túnel
- 1996: La Celestina
- 1997: Carreteras secundarias d'Emilio Martínez Lázaro
- 1997: La Buena Estrella de Ricardo Franco - Marina
- 1998: El entusiasmo
- 1998: Frontera Sur
- 1999: Goya en Burdeos - la duquessa de Alba
- 2000: Dinosaurio
- 2000: El portero
- 2000: La hora del silencio
- 2001: El palo
- 2001: Y tu mamá también d'Alfonso Cuarón - Luisa Cortés
- 2001: Tuno negro
- 2002: Lisístrata
- 2003: Tiempo de tormenta
- 2006: El laberinto del fauno de Guillermo del Toro - Mercedes
- 2007: Oviedo Express de Gonzalo Suárez
- 2007: La Zona, propietat privada de Rodrigo Plá - Mariana
- 2007: Siete mesas de billar francés de Gracia Querejeta - Ángela
- 2007: El niño de barro de Jorge Algora
- 2008: Los girasoles ciegos de José Luis Cuerda - Elena
- 2008: Gente de mala calidad
- 2009: Tetro de Francis Ford Coppola - Miranda
- 2011: De tu ventana a la mía de Paula Ortiz Álvarez
- 2012: The End de Jorge Torregrossa - Maribel
- 2012: Blancaneu de Pablo Pastor - Encarna
- 2012: Gente en sitios, de Juan Cavestany
- 2012: 15 años y un día, de Gracia Querejeta
- 2015: Sin hijos d'Ariel Winograd - Vicky
- 2015: Felices 140, de Gracia Querejeta
- 2016: El faro de las orcas de Gerardo Olivares - Lola
- 2016: La punta del iceberg, de David Cánovas
- 2017: Abracadabra de Pablo Pastor - Carmen
- 2017: Llueven vacas, de Fran Arráez.
- 2018: Sin Rodeos de Santiago Segura - Paz
- 2018: Superlopéz de Javier Ruiz Caldera - Agatha
- 2018: Ola de crímenes de Gracia Querejeta
- 2019: El doble más quince, de Mikel Rueda
- 2019: El asesino de los caprichos de Gerardo Herrero
- 2019: Historias de nuestro cine d'Ana Pérez Lorente i Antonio Resines
- 2020: El año de la furia, de Rafa Russo

### Televisió

#### Fixa
- Cuando nadie nos ve (2024)
- Código fuego (2003)
- Ellas son así (1999)
- Canguros (1994)
- El mundo de Juan Lobón (1989)
- La huella del crimen 1: El crimen del capitán Sánchez (1985)

#### Episòdica
- Siete vidas

### Teatre
- Un Dios salvaje (2008) de Tamzin Townsend; amb Aitana Sánchez-Gijón, Pere Ponce i Antonio Molero
- Por amor al arte (2003)
- Te quiero muñeca (2000)
- Las amistades peligrosas (2001) amb Toni Cantó i Amparo Larrañaga
- Después de la lluvia (1996)
- Juego de Damas (1992)
- Miles Gloriosus (1991)

## Premis i nominacions

### Premis
- 2008. Goya a la millor actriu per Siete mesas de billar francés
- 2013. Goya a la millor actriu per Blancaneu

### Nominacions
- 1992. Goya a la millor actriu per Amantes
- 1997. Goya a la millor actriu secundària per La Celestina
- 1998. Goya a la millor actriu per La buena estrella
- 2007. Goya a la millor actriu per El laberinto del fauno
- 2009. Goya a la millor actriu per Los girasoles ciegos
- 2010. Goya a la millor actriu per Tetro
- 2012. Goya a la millor actriu secundària per De tu ventana a la mía
- 2013. Gaudí a la millor actriu per Blancaneu